# Mokliny
Mokliny je osada, část obce Postupice v okrese Benešov. Nachází se asi 1,5 km na severozápad od Postupic. V roce 2009 zde bylo evidováno 5 adres. Mokliny leží v katastrálním území Pozov o výměře 6,23 km².

## Historie
První písemná zmínka o vesnici pochází z roku 1788.